# Zhu Fan Zhi

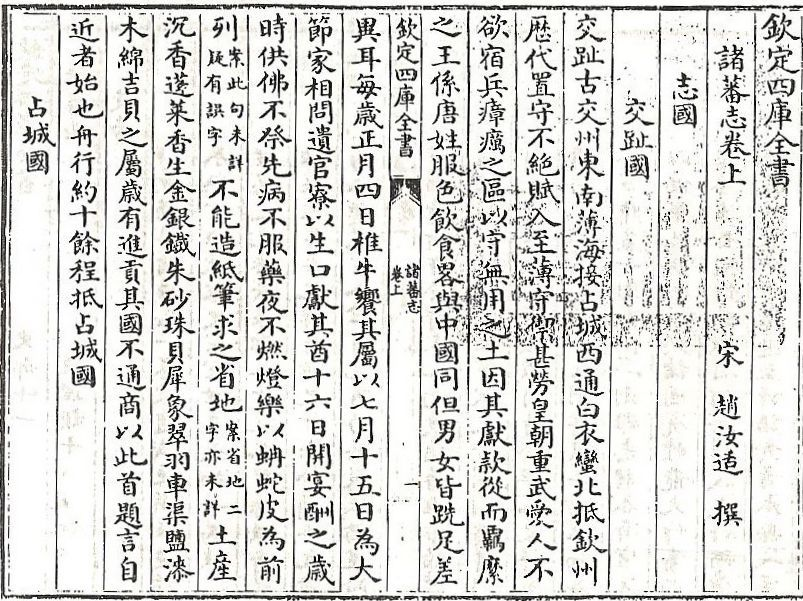
Página del libro.

Zhu Fan Zhi (chino simplificado :诸蕃志; chino tradicional :諸蕃志; pinyin : Zhū Fān Zhì; Wade–Giles : Chu-fan-chi ), traducido de diversas maneras como Descripción de naciones bárbaras o Registros de personas extranjeras, y otros títulos similares, es una obra de la dinastía Song del siglo XIII de Zhao Rukuo. La obra es una colección de descripciones de países y diversos productos de fuera de China, y se considera una importante fuente de información sobre la gente, las costumbres y, en particular, los productos comercializados de muchos países del sudeste asiático y alrededor del océano Índico durante la dinastía Song.

## Antecedentes
El autor Zhao Rukuo (1170-1231) fue miembro del clan imperial de la dinastía Song. Fue destinado a Fujian como supervisor del comercio marítimo en Quanzhou. Mientras trabajaba en Fujian, tuvo la oportunidad de conocer a comerciantes de varios países de los que obtuvo información sobre varios países de todo el mundo. También tomó nota de los diversos productos comercializados, estudió los mapas de la época y, junto con la información que había aprendido, escribió el libro que terminó alrededor de 1225 d. C. Zhao escribió: "Asignado a este puesto recientemente, paso todo el día leyendo varios mapas... Enumeré los nombres de estos países y sus costumbres... Eliminé los rumores y conservé los hechos. Por eso titulo este libro Zhu Fan Zhi."
Muchas entradas del Zhu Fan Zhi toman información de otras obras más antiguas, como Pingzhou Ketan (萍洲可談) de Zhu Yu de 1116,  Miscellaneous Morsels from Youyang del siglo IX de Duan Chengshi y otras obras.  En particular, tomó prestado en gran medida de la obra de 1178 Lingwai Daida de otro geógrafo, Zhou Qufei (chino :周去非; pinyin : Zhōu Qùfēi; Wade–Giles : Chou Ch'ü-fei ). Sin embargo, una parte significativa del libro provino de información que Zhao recopiló de comerciantes extranjeros y chinos.  Como él mismo no había viajado al extranjero, la información que recopiló es necesariamente de segunda mano, a diferencia de otras obras como Daoyi Zhilüe escrita por Wang Dayuan de la dinastía Yuan, que había viajado al extranjero para observar otros países de primera mano. Sin embargo, el libro contiene información valiosa sobre diversos países y productos comercializados en el siglo XIII para los estudiosos modernos.  
Aunque el libro original se perdió, se encontraron extractos en otras compilaciones y anales, y su contenido también se incorporó a la Enciclopedia Yongle del siglo XV.  Los extractos de la Enciclopedia Yongle fueron luego recopilados por Li Diaoyuan (李調元) para incluirlos en su colección conocida como Han Hai (函海) en 1781.

## Contenido
El libro está dividido en dos volúmenes. El primero ofrece una descripción de varios países y las costumbres de la población local, mientras que el segundo volumen proporciona información sobre los productos comerciales disponibles en esos países. Parte de la información que se da en el libro son cuentos fantásticos, por ejemplo, la descripción del pájaro gigante de Madagascar como alguien tan grande que puede tragarse un camello entero,  y es posible que haya incorporado información inexacta de otras fuentes escritas chinas (por ejemplo, el cuento del pájaro gigante de Madagascar puede haber venido de Lingwai Daida), pero gran parte de sus propias fuentes parecen ser en general precisas.

### Volumen 1
En el volumen 1 se describen 58 países y regiones.
Los países registrados incluyen lugares y reinos en el sudeste asiático, como Jiaozhi (交趾, norte de Vietnam), Champa (占城), Chenla (眞臘, aquí refiriéndose al Imperio Khmer),   Langkasuka (凌牙斯加), Sanfoqi (三佛齊, Palembang), Java (闍婆), Bagan (蒲甘, Birmania) y Mayi (麻逸, Filipinas).  También se mencionan Japón, Corea y Taiwán en el este de Asia, y países en el subcontinente indio como Huchala (胡茶辣, Guyarat), Nanpi (南毗, Malabar) y Zhunian (注輦, Chola ).  También proporciona más información que la disponible anteriormente en fuentes chinas sobre el mundo islámico y sus productos. El país de Dashi (大食, los árabes) se describe como un reino extenso que abarca muchos territorios (24 dados en el libro) con su capital en Egipto, e incluye Baida (白達, Bagdad); Wengman (甕蠻Omán); Majia (麻嘉, La Meca); Jicini (吉慈尼, Ghazni) y otros.
 

El libro enumera además países y lugares de África, estos incluyen Wusili (勿廝離, Egipto) y su ciudad de Egentuo (遏根陀, Alejandría ), Bipaluo (弼琶囉, Berbera ), Zhongli (中理, Somalia ),  Cengba (層拔, Zanzíbar ), Binouye (Túnez y la región de Trípoli en Libia) y Tuopandi (駞盤地, Damietta en Egipto).  En este libro, describió lugares como el famoso Faro de Alejandría : 
El país de O-kön-t'o (Alejandría) pertenece a Wu-ssï-li (Egipto). Según la tradición, en tiempos antiguos un extranjero, llamado Tsu-ko-ni (Alejandro Magno), construyó en la orilla del mar una gran torre bajo la cual se excavó la tierra y se hicieron dos habitaciones, bien comunicadas y muy bien escondidas. En una bóveda había grano, en la otra armas. La torre tenía doscientos chang de altura. Cuatro caballos de frente podían ascender hasta dos tercios de su altura. En el centro del edificio había un gran pozo que comunicaba con el gran río... En la cima había un maravilloso espejo grande; si los barcos de guerra de otros países realizaban un ataque repentino, el espejo los detectaba de antemano, y las tropas estaban listas a tiempo para el servicio.

  Zhao Rukuo, translation by Hirth and Rockhill
El estado más occidental descrito es Mulanpi (木蘭皮, Al-Murabitun), que incluía el sur de España. También se menciona la isla mediterránea de Sicilia (斯加里野, Sijialiye ).

### Volumen 2
En el volumen 2 se enumeraron 47 productos, 22 de los cuales provenían de Asia Central y África.  Zhao proporcionó información sobre los diversos productos comercializados a principios del siglo XIII, por ejemplo, sobre el origen del incienso (Ruxiang) que se comercializaba en China desde Arabia      (Dashi ):
"El Ruxiang o xunluxiang proviene de los tres países Dashi de Maloba (Murbat ), Shihe (Shihr) y Nufa (Zufar), de las profundidades de las montañas más remotas.  El árbol que produce esta droga puede compararse generalmente con el pino. Su tronco está entallado con un hacha, sobre la que fluye la resina y, cuando se endurece, se convierte en incienso, que se recoge y se convierte en trozos. Se transporta en elefantes hasta los Dashi (en la costa), quienes luego lo cargan en sus barcos para intercambiarlo por otros productos en Sanfoqi. Esta es la razón por la que se recolecta comúnmente y se lo conoce como un producto de Sanfoqi". 